# Feuerputz
Der Feuerputz, der auch Brünnling, Feurputz, Glühender, Züsler, am häufigsten aber Feuermann genannt wird, ist ein feuriger Spuk.
Obwohl dieser Dämon in vielerlei Gestalt auftreten kann, wird er als überwiegend anthropomorph beschrieben. Die häufigsten Gestalten sind ein brennendes, glühendes Gerippe, ein schwarzer Mann in einer Feuersäule, ein feuriger Reiter, ein brennender Pflüger oder eine Feuerkugel (sehr heller Meteor).
Renward Cysat, ein Luzerner Geschichtsschreiber, soll einst einem Feuermann begegnet sein und schreibt darüber:
„Allda sachen wir am Kestenboum vnd Langensand dem Seew nach estlich dry oder 4 dieser Züslern, die mitthin von kleinem Glussen zuo einem Füwrvffgiegent vnd mitthin vmb einandren schwäbtend, an Orten vnd Enden, da keine Hüser sind, noch Lüt Nachts mit Liechtern wandletend.“ Weiterhin beschreibt er die Züsler, wie sie in der Schweiz heißen, als Gerippe, welchen „Füwr durch den Lyb, durch die Sytten, Rippen, Augen, Mund, Nasen und Ohren usschlahe“.
Auch in der Sächsischen Weltchronik wird erwähnt, dass die Wächter von zwei benachbarten Burgen einen solchen Feuerputz sahen, der wie eine Fackel geleuchtet haben soll, wie dieser von der Mauer der einen Burg über ein Feld zur anderen ging. Dies soll sich im Jahre 1120 ereignet haben.
Feuermänner sind Seelen, die sich im Leben versündigt haben und dies nun abbüßen müssen. Ihre feurige Erscheinung ist also ihr Fegefeuer. Die Art der Schuld, die diese Seelen auf sich geladen haben, kann sehr unterschiedlich sein: „Krämer mit falschem Maß und Gewicht, betrügerische Waisenpfleger, unredliche Verwalter, Urkundenfälscher, Meineidige, gewalttätige Vögte und Amtleute, ungerechte Richter, hartherzige Kaufleute, Felddiebe, Brandstifter, Streitsüchtige, diebische Glöckner, Kirchen- und Kreuzholzschänder, Totschläger, Selbst- und Doppelmörder, reuelos Hingerichtete, alle denen ein Fluch in das Grab nachfolgt.“ wie es bei Freudenthal heißt. Cysat hingegen nennt als vornehmliche Sünde die, den Nächsten durch Abpflügen oder versetzen des Grenzsteins zu übervorteilen.
Feuerputze versuchen Erlösung zu erlangen, was dazu führt, dass sie sich Menschen gegenüber freundlich verhalten und ihnen gar den Weg mit dem Schein des brennenden Körpers erleuchten. Schon ein schlichtes „Vergelt's Gott“ soll dabei ausreichen, um den Feuermann zu erlösen.